# Сан Вито Киетино
Сан Вѝто Киетѝно (на италиански: San Vito Chietino) е градче и община в Южна Италия, провинция Киети, регион Абруцо. Разположено е на 122 m надморска височина. Населението на общината е 5321 души (към 2010 г.).